# (73841) 1996 HY17
(73841) 1996 HY17 – planetoida z pasa głównego asteroid okrążająca Słońce w ciągu 5,41 lat w średniej odległości 3,08 j.a. Odkryta 18 kwietnia 1996 roku.